# Antonio Argilés
Antonio Argilés Antón (Terrassa, 31 dicembre 1931 – Terrassa, 21 agosto 1990) è stato un calciatore spagnolo, di ruolo difensore.

## Biografia
Argilés era il cognato del suo compagno di squadra José Parra Martínez. La moglie di Argilés, Antonia Bertrán, e la moglie di Parra erano sorelle.
Antonia Bertrán e Antonio Argilés si sposarono il 12 agosto 1953.
Morì il 21 agosto 1990 a causa di un cancro alla laringe.

## Caratteristiche tecniche
Al Terrassa, nelle giovanili, iniziò come mediano, ma l'allenatore Luis Miró lo fece giocare come terzino destro, ruolo che ricoprì per tutto il resto della carriera.

## Carriera

### Giocatore
A 15 anni entrò nelle giovanili del Terrassa Futbol Club, squadra della sua città natale. Nella stagione 1949-1950 militò in prima squadra, in Tercera División.
A fine stagione fu acquistato dall'Espanyol per 150.000 pesetas. Debuttò allo stadio di Stadio di Sarriá il 29 ottobre 1950, all'età di 18 anni, con l'allenatore Juan José Nogués, in una partita vinta per 4-3 contro l'Atlético Madrid di Helenio Herrera, valida per l'ottava giornata di Primera División. Da quel giorno entro in pianta stabile nell'undici titolare, giocando tutte le altre partite possibili fino alla ventottesima giornata, quando un infortunio lo costrinse lontano dai campi per due mesi.
Nella stagione seguente, il terzino catalano rimediò il suo primo cartellino rosso, venendo punito per un fallo su Eduardo Manchón, durante un derby contro il Barcellona. La decisione dell'arbitro sembrò ingiusta ai dirigenti dell'Espanyol, che dopo la partita chiesero e ottennero l'annullamento dell'espulsione. Così Argilés poté tornare in campo nella partita successiva.
Nella stagione 1952-1953, arrivò al Sarriá un nuovo allenatore: l'argentino Alejandro Scopelli. L'Espanyol si produsse in un ottimo avvio e dopo undici giornate si trovava in testa alla classifica, imbattuta e con cinque punti di vantaggio sulla seconda. La prima sconfitta arrivò nel derby contro il Barcellona. Questa partita fu segnata dalle polemiche, poiché, quando al Camp de Les Corts l'Espanyol passò in vantaggio, nella tribuna sud l'affollamento di tifosi provocò una ressa in cui ci furono più di cento feriti e un morto. L'Espanyol aveva chiesto la sospensione della partita ma questa possibilità gli venne negata, e nel secondo tempo i blaugrana rimontarono lo svantaggio. La squadra di Scopelli si mantenne nelle posizioni alte della classifica e terminò al quarto posto.
Il 12 marzo 1953 venne convocato, insieme ai compagni di squadra Javier Marcet e Julián Arcas nella Selección spagnola dall'allenatore Pedro Escartín, per disputare una partita contro il Belgio. Tuttavia, a causa di una distorsione alla caviglia, Argilés dovette rinunciare alla convocazione e non giocò per tre settimane.
Nel dicembre del 1953, mentre si trovava in ritiro con la Nazionale a Madrid, prima di partire per Buenos Aires e affrontare l'Argentina, Argilés fu colpito da un infortunio muscolare che lo costrinse nuovamente a saltare l'incontro della Spagna.
Anche nella stagione 1953/1954 l'Espanyol fu guidato da Scopelli al quarto posto. Nel mese di settembre, in occasione della terza giornata di campionato contro la Real Sociedad, Argilés fu espulso (e successivamente squalificato per due giornate) per aver colpito con un pugno l'attaccante avversario Ángel Paz Rodríguez. Nelle altre partite di campionato fu sempre titolare. La difesa dell'Espanyol fu la migliore del torneo.
Il 4 aprile 1954, realizzò il suo primo gol con l'Espanyol, in una vittoria casalinga per 3-2 contro il Siviglia. Una settimana dopo, si ripeté contro il Valencia, in una partita persa in trasferta per 4-2. Queste furono le sue uniche reti in carriera.
A metà della stagione 1954-1955 Scopelli venne esonerato. Argilés e il resto del reparto difensivo non diedero le stesse garanzie degli anni passati, e a fine stagione l'Espanyol dovette disputare dei play-out per non retrocedere, riuscendo comunque a mantenere la permanenza in massima serie.
Il 16 giugno 1957 l'Espanyol disputò la finale di Copa del Generalísimo, contro i rivali del Barcellona, perdendo per 1-0. Gli avversari passarono in vantaggio all'80' sfruttando un'indecisione di Argilés e del portiere José Vicente Train.
Nella stagione 1959-1960, Dopo l'addio alla squadra dei veterani Vicente Balaguer Pascual e José Parra, Argilés venne nominato capitano.
Il 13 settembre 1961 fu il giorno del debutto europeo dell'Espanyol e di Argilés. Gli spagnoli si imposero per 0-1 in casa dell'Hannover 96, in Germania, in occasione del primo turno di Coppa delle Fiere. La squadra raggiunse i quarti di finale dove venne eliminata dalla Stella Rossa. In Liga il campionato dell'Espanyol fu negativo, tanto che a fine stagione dovettero disputare i playout contro il Valladolid. I catalani vinsero per 1-0 al Sarriá ma persero 2-0 in trasferta, dovendo retrocedere per la prima volta nella loro storia in Segunda División, nel 1962.
In seguito a questo evento, Argilés si ritirò dal calcio all'età di 30 anni. Aveva ancora due anni di contratto, ma il nuovo allenatore Heriberto Herrera aveva comunicato la sua decisione di rinnovare la rosa, e il difensore di Terrassa non rientrava nei suoi piani.
Nel 1963, quando l'Espanyol aveva riconquistato un posto in massima serie, e Herrera aveva lasciato la squadra, Argilés tornò a sorpresa a vestire la maglia bianco-azzurra, rientrando in rosa a novembre e riappropriandosi della fascia da capitano. Tornò in campo alla decima giornata, il 24 novembre, contro il Pontevedra. Collezionò 18 presenze in campionato (dovendo competere con il nuovo acquisto László Kubala per il posto da titolare) più altre due nei playout per evitare la retrocessione. Questa volta l'Espanyol affrontò lo Sporting Gijón, perdendo la partita di andata nelle Asturie per 1-0, e ribaltando il risultato davanti al proprio pubblico vincendo per 3-0. Questa fu l'ultima partita di Argilés, che si ritirò definitivamente da giocatore.
Fu recordman di presenze con l'Espanyol, prima di essere superato da Raúl Tamudo nella stagione 2007-2008.

### Allenatore
1965 conseguì il patentino da allenatore. 
La sua prima esperienza fu al Centre d'Esports Manresa, con cui evitò la retrocessione nella parte finale della stagione 1964-1965, in Tercera División spagnola.
Nella stagione 1965-1966 firmò per il Badalona, portando la squadra al 12 posto in Segunda División. Nella stagione 1966-1967 ottenne un decimo posto, mentre nella stagione 1967-1968 non riuscì a evitare la retrocessione del Badalona, in seguito ai playout.
Nel 1968, dopo la retrocessione lasciò il Badalona e passò all'UE Sant Andreu, club affiliato con l'Espanyol, che militava in Tercera División. In una partita contro il Club Esportiu Europa fu espulso e squalificato per sei partite. 
Argilés scontò solo una delle giornate di squalifica al Sant Andreu, poiché nel mese di ottobre venne incaricato dal presidente dell'Espanyol Juan Vila Reyes di guidare la prima squadra. Così lasciò il Sant Andreu per allenare la sua squadra del cuore.
Subentrò all'ungherese Jenő Kalmár. L'Espanyol aveva ottenuto solo 3 punti nelle prime quattro giornate, ed era reduce da una sconfitta per 5-0 contro il Córdoba.
Argilés debuttò il 13 ottobre con una vittoria casalinga contro l'Athletic Club di Bilbao. Tuttavia a causa della squalifica fu sostituito in panchina dal suo assistente, ed ex compagno di squadra, Agustín Faura. 
L'Espanyol "navigò" nei bassifondi della classifica fino all'ultima giornata di campionato, che si giocò allo stadio della Rosaleda contro il Málaga, che era già retrocesso matematicamente. L'Espanyol necessitava di un risultato positivo e doveva sperare in una sconfitta del Real Saragozza o del Pontevedra. L'Espanyol perdette per 4-0 e non riuscì a evitare la retrocessione, piazzandosi al penultimo posto in classifica.
Si trattava della seconda retrocessione nella storia del club nel giro di pochi anni, Argilés visse la prima da capitano e la seconda da allenatore. Avendo fallito l'obiettivo della salvezza, in comune accordo con la dirigenza, diede le proprie dimissioni.
Dopo questa esperienza continuò ad allenare squadre catalane delle categorie inferiori: Club Gimnàstic de Tarragona, una seconda esperienza al Badalona, Club Europa, Hospitalet e Club de Futbol Bufalà.